# ビョルゴルフル・タケフサ
ビョルゴルフル・ヒデアキ・タケフサ（Björgólfur Hideaki Takefusa 原語の発音；ビョルゴールフル・ヒデアキ・タケフサ、1980年3月11日 - ）は、アイスランド代表の元サッカー選手。現役時代のポジションはFW。

## 経歴
2010年夏にヴィーキングルへ移籍すると怪我により大半の試合に出られなかったにもかかわらず、チームトップの7得点を挙げた。しかし、チームは最下位で降格してしまったため、1年間のレンタルで古巣のIFフィルキルへ戻るも右膝の負傷の影響により、シーズン開始に出遅れた。

## 代表
2003年のメキシコ代表戦で代表デビューをする。

## プライベート
父はレイキャヴィークで空手を教えていた、ケンイチ・タケフサ。母方の祖父は、ビジネスマンでランズバンキ銀行取締役会長のビョルゴルフル・グドムンドソン。以前は、プレミアリーグのウェストハム・ユナイテッドFCのオーナーを務めていた。姉はテレビ司会者のドラ・タケフサ。

## 所属クラブ
- プロットゥル・レイギャヴィーク 1998-2003
- ÍFフィルキル 2004-2005
- KRレイキャヴィーク 2006-2010
- ヴィキングル・レイキャヴィーク 2011

→ ÍFフィルキル (loan) 2012
- ヴァルル・レイキャヴィーク 2013
- フラム・レイキャヴィーク 2014
- スロットル・レイキャヴィーク 2014
- プロットゥル・レイギャヴィーク 2015-2017

## 個人タイトル
- アイスランド・リーグ得点王 : 2003, 2009